# 步正合
步正合（1976年5月—），四川省旺苍县人，中华人民共和国工人，男性，汉族，无党派，东海翔集团有限公司染整厂定型车间主任，第十三届全国人民代表大会浙江省代表。

## 生平
步正合中学毕业后，进入旺苍县当地的石材厂上班，工作了五六年。2003年，他与妻子来到浙江省临海市杜桥镇打工，进入东海翔集团工作。步正合起初只是普通工人，后来自学技术知识，升为染整厂定型车间主任。
2018年2月24日，正式当选为第十三届全国人大代表。